# Stockton (Missouri)
Stockton és una població dels Estats Units a l'estat de Missouri. Segons el cens del 2000 tenia 1.960 habitants.

## Demografia
Segons el cens del 2000, Stockton tenia 1.960 habitants, 814 habitatges, i 473 famílies. La densitat de població era de 355,3 habitants per km².
Dels 814 habitatges en un 25,4% hi vivien nens de menys de 18 anys, en un 46,8% hi vivien parelles casades, en un 8,6% dones solteres, i en un 41,8% no eren unitats familiars. En el 38,9% dels habitatges hi vivien persones soles el 23,7% de les quals corresponia a persones de 65 anys o més que vivien soles. El nombre mitjà de persones vivint en cada habitatge era de 2,14 i el nombre mitjà de persones que vivien en cada família era de 2,85.
Per edats la població es repartia de la següent manera: un 27,5% tenia menys de 18 anys, un 6,7% entre 18 i 24, un 20,7% entre 25 i 44, un 18,7% de 45 a 60 i un 26,4% 65 anys o més.
L'edat mediana era de 41 anys. Per cada 100 dones de 18 o més anys hi havia 77,4 homes.
La renda mediana per habitatge era de 25.353 $ i la renda mediana per família de 34.427 $. Els homes tenien una renda mediana de 22.574 $ mentre que les dones 19.688 $. La renda per capita de la població era de 14.540 $. Entorn del 7% de les famílies i el 14,8% de la població estaven per davall del llindar de pobresa.

## Poblacions més properes
El següent diagrama mostra les poblacions més properes.